# Монобласт
Монобласты — стволовые клетки моноцитарного ростка костного мозга, которые в норме находятся только там и не обнаруживаются в периферической крови. Они происходят от CFU-GM (миеломонобластов), а те, в свою очередь, от CFU-GEMM (промиелобластов). В свою очередь, монобласты, через стадию промоноцита, созревают в моноциты, а те могут затем стать макрофагами либо миелоидными дендритными клетками.

## Морфологическое строение
Типичный монобласт имеет размеры от 12 до 20 мкм в диаметре, имеет соотношение размеров ядра и цитоплазмы от 4:1 до 3:1. Подобно большинству миелоидных бластных клеток, монобласты имеют круглое или овальное ядро с нежной, тонкой структурой хроматина. Обычно в ядре монобласта хорошо различимы от 1 до 4 ядрышек. Ядро монобласта может быть расположено как по центру клетки, так и эксцентрично, и иногда на нём есть вмятины (вдавленности) или складки. Цитоплазма монобласта агранулярна (то есть лишена гранул), в отличие от цитоплазмы клеток гранулоцитарного ростка. При окраске гематоксилин-эозином цитоплазма монобластов окрашивается базофильно (степень окраски варьирует от лёгкой до весьма выраженной), и часто имеет интенсивно окрашенную периферию и явно выраженный более светлый ободок вокруг ядра клетки.

## Созревание
Монобласт — это первая стадия созревания моноцитарно-макрофагальной линии клеток костного мозга. Стадии развития клеток этой линии приведены ниже:
CFU-GEMM -> CFU-GM -> монобласт -> промоноцит -> моноцит-> макрофаг.

## Дополнительные изображения

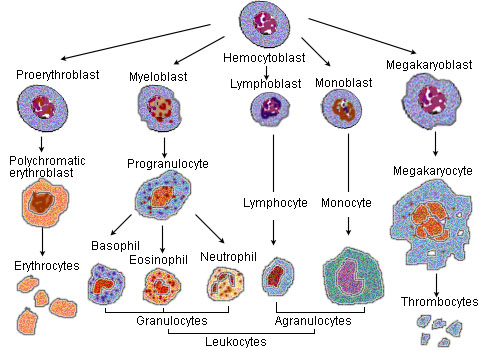
Линии клеток крови
Схема гемопоэза у человека